# Andrzej Zelenay
Andrzej Zelenay (ur. 26 lipca 1927 w Warszawie, zm. 3 października 2011 w Warszawie) – polski inżynier, piłkarz między innymi Polonii Warszawa.

## Życiorys
Był synem Władysława Zelenaya. Podczas II wojny światowej więziony przez Gestapo w Twierdzy Brzeskiej, po wojnie trenował w Unii Skierniewice, od 1950 prawoskrzydłowy piłkarz Polonii Warszawa. W 1952 zdobywca Pucharu Polski, trzykrotnie w kadrze reprezentacji Polski. W Ekstraklasie rozegrał 23 mecze, po spadku Polonii do II ligi wystąpił w blisko 60 meczach. Największą liczbę goli (27) strzelił w 1957 r. – w sezonie rozgrywanym przez Polonię w III lidze.
Po zakończeniu kariery piłkarskiej w roku 1965 został trenerem Błonianki Błonie. Do dziś na stronie tego klubu widnieje wspomnienie o wychowanku Unii: „Przyjechał wówczas do Błonia Andrzej Zelenay, były piłkarz Polonii Warszawa, trener, który wyjaśnił naszym piłkarzom, na czym polega futbol, nauczył ich grać, rozbudził w nich skrywane marzenia i ambicje”.
Na jego cześć w Skierniewicach odbywa się Memoriał Andrzeja Zelenaya.
Został pochowany na cmentarzu prawosławnym w Warszawie.